# Hugin (langschip)

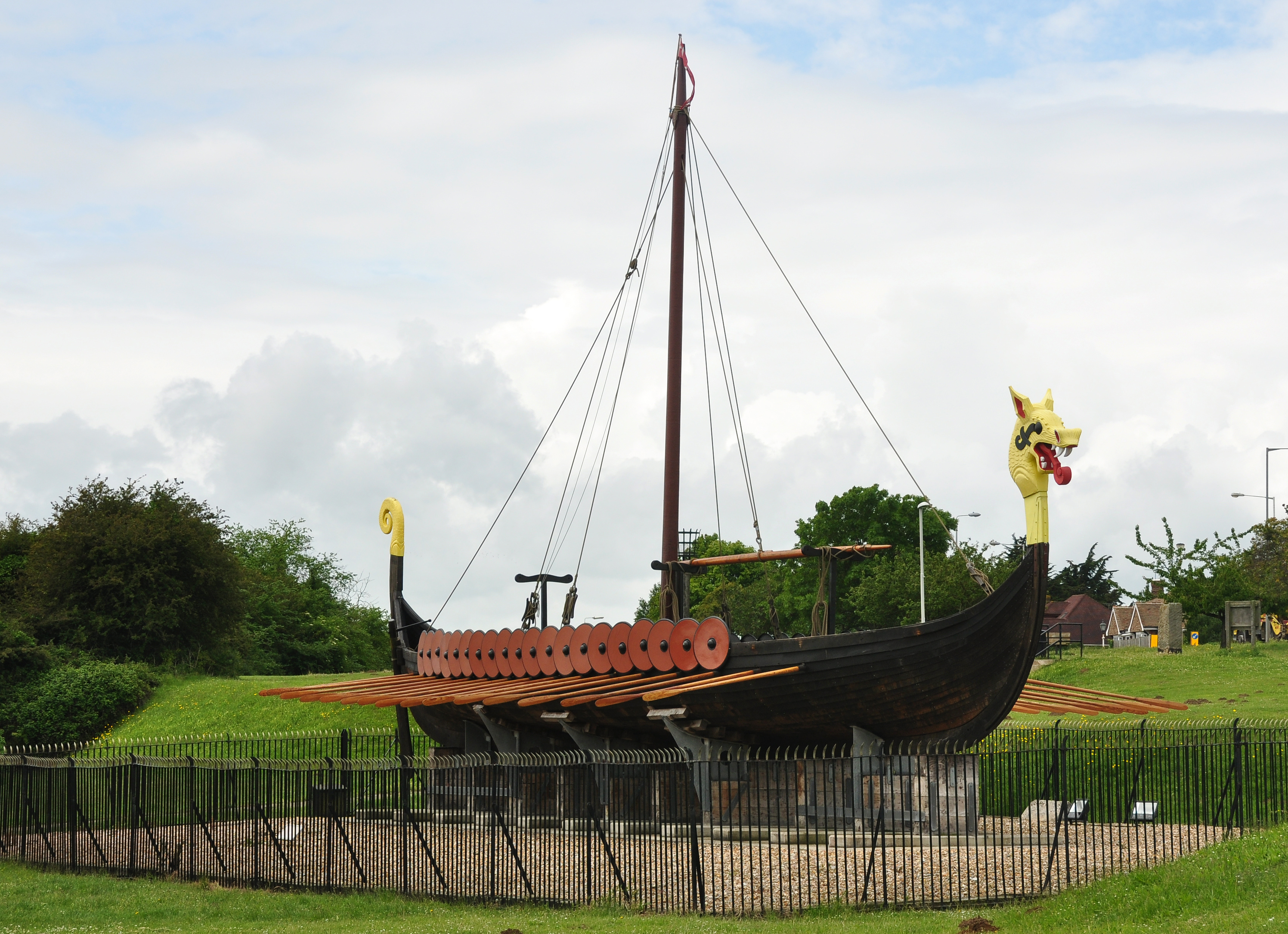
De tentoongestelde Hugin

De Hugin is een "replica" van een Vikingschip die zich bevindt in Ramsgate in het Engelse graafschap Kent.

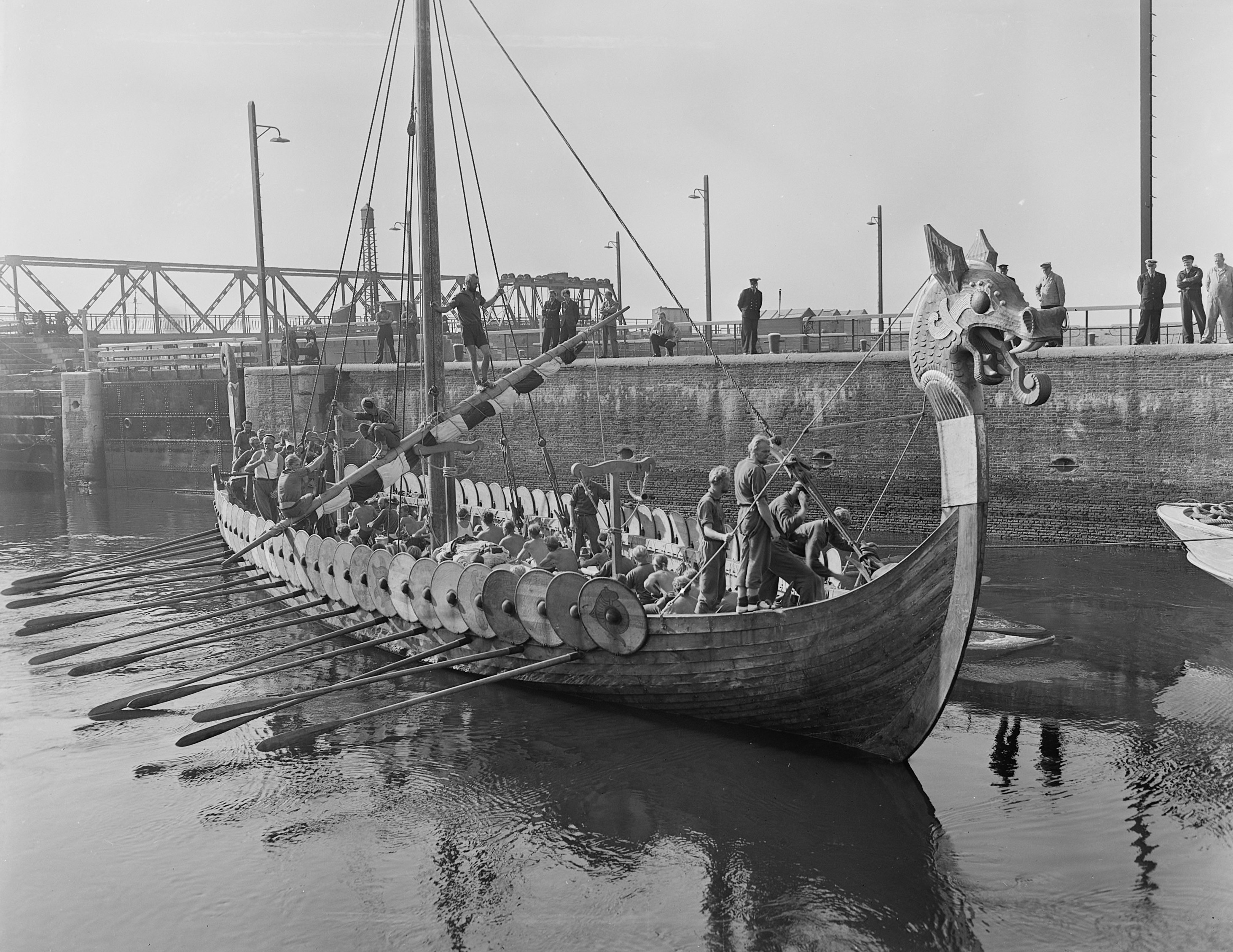
De Hugin in 1949

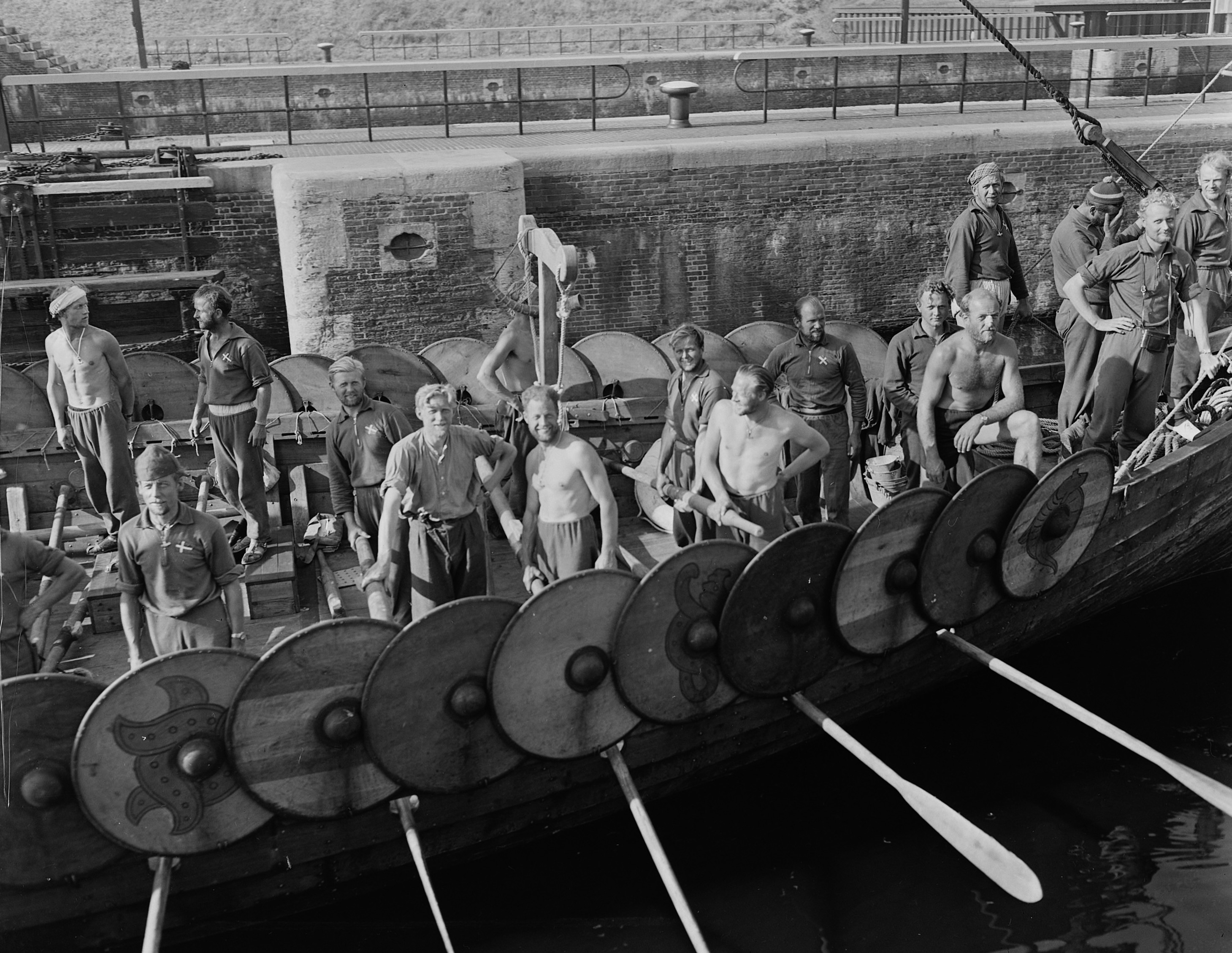
De Hugin in de sluizen van Ijmuiden (1949)

De Hugin werd in 1949 in Denemarken gebouwd en door de Deense regering overgedragen aan de Engelse, ter gelegenheid van de 1500-jarige geschiedenis van de invasie van de Juten en de stichting van het Koninkrijk Kent. Het schip, dat een replica is van het Gokstadschip, werd door 53 Denen naar Engeland geroeid en gezeild. In 2005 werd het uitgebreid gerepareerd en gerestaureerd.